# Миловка (Орловская область)
Миловка — деревня в Свердловском районе Орловской области. Входит в состав Красноармейского сельского поселения.

## География
Село находится у р. Миловская, в 9 километрах от районного центра посёлка Змиёвка и 48 километрах от областного центра города Орёл.
Уличная сеть
В деревне находится 3 улицы:
- Речная улица
- Центральная улица
- Луговой переулок

Часовой пояс
Деревня Миловка, как и вся Орловская область, находится в часовой зоне МСК (московское время). Смещение применяемого времени относительно UTC составляет +3:00.

## Население
| 2010 |
| ---- |
| 6    |